# Islero
Islero és el brau de 495 quilos, de la ramaderia Miura, que cornejà mortalment el famós torero Manolete el 28 d'agost de 1947 a la Plaça de Braus de Santa Margarita de la ciutat de Linares (Jaén). La calavera d'Islero està exposada al bar madrileny Casa Parrondo.
Manolete ja havia entrat a matar Islero amb l'estoc quan aquest el cornejà a la cuixa afectant-li l'artèria femoral i altres vasos sanguinis. Manolete fou operat a la infermeria i arribà a recuperar la consciència. En els últims temps, però, ha cobrat força la teoria que Manolete no morí realment per la cornada sinó perquè la sang de la transfusió es trobava en mal estat.